# Квинт Сервилий Силан
Квинт Сервилий Силан (лат. Quintus Servilius Silanus) — древнеримский политический деятель второй половины II века.
О Силане известно только то, что в 189 году он занимал должность ординарного консула вместе с Дулием Силаном.